# 社區衛生
社區衛生（英語：Community health）是公共衛生裡面的一個分支項目，重點是居住在當地的人口是影響到自己或是他人健康的決定因素，相對的，環境衛生則側重在生態環境，及生態環境對居住在當地人口健康上的影響。

社區衛生是醫學和臨床科學中的主要研究領域，重點在維護、保護、和改善人群和社區的健康狀況。這是一個獨特的研究領域，可在公共衛生或環境衛生項下，做一個單獨的科目講授。世界衛生組織（ 簡稱為WHO）把社區衛生定義為：
對特定的人，在他們所居住特定的環境裡面，利用環境的、社會的、和經濟的資源，維持他們的情感上和身體上的健康，促進敬業樂群，並滿足需求。
社區中所發生的醫療處置可分為三類：初級醫療衛生，二級醫療衛生，和三級醫療衛生（請參考醫療衛生中的英文secondary care及tertiary care）。每個類別，針對社區或者人群，有不同的關注程度和不同的處理方式。在美國，社區衛生的發展根植於初級醫療衛生所累積的成果。 初級醫療衛生計劃的目的在減少危險因子，並推動促進健康，和預防疾病。二級醫療衛生與"醫院護理"有關，急診護理會在醫院裡面處理。三級醫療衛生，通常是指涉及疾病或殘疾處置的高度專業化的護理。
社區衛生計劃的成功，有賴於運用一對一，或一對多的溝通（大眾傳播），將資訊從醫事人員傳遞給普通大眾。最新的溝通方式是運用醫療衛生營銷來促進及推廣正確的醫療衛生訊息。

## 衡量社區衛生
社區衛生通常由地理信息系統（簡稱為GIS）和人口學資料來衡量。當鄰里位置數據不足時，可以使用地理信息系統將其定義為子社區。 傳統上，社區衛生是採用抽樣數據，然後將其與已有的完整數據作比較，例如國民健康採訪調查或國民健康與營養檢定調查。 隨著技術的發展，信息系統有能力為小型社區、城市、還有城鎮儲存更多數據；與人口普查數據不同的是，普查數據是根據總人口的大眾資料，來產生概括性小眾人口的信息。地理信息系統可提供更精確的社區資源信息，甚至細分到只包括街坊鄰居的層級。 地理信息系統的易用性，加上在等級線性模型以及空間分析方法上的進展，使研究人員更易於取得和生成與一個建成環境相關的數據。
社交媒體也可在衛生信息分析中發揮重要的作用。 研究發現，社交媒體能夠影響人們，並改變其不健康的行為，並鼓勵人們採取能夠改善他們健康狀況的干預措施。  社交媒體統計數據，加上和地理信息系統的結合，可為研究人員提供更完整的社區數據，讓他們更了解當地的健康和福祉狀況。

## 社區衛生類別

### 初級醫療衛生和初級預防
社區的醫療衛生促進是強調初級預防，和針對社區人群的集體預防（傳統預防）。社區衛生的目標是讓社區中的個人生活方式得到改善，或是能取得醫療衛生服務。初級醫療衛生由醫事人員提供（他們是患者最先見到的人員），醫事人員可能會將患者轉介到二級，或三級的醫療衛生層級。
初級預防是指及早避開，還有辨識出那些可能會導致某些疾病和殘疾的危險因素。社區衛生要做的工作，主要包括疫苗接種、課堂教學、和公眾宣傳活動，這都是社區可利用到的初級預防技巧，作為改變某些衛生行為的良好例證。經過精心的設計和制定的預防方案，可有效地預防兒童和青少年成長期間面臨的各種問題。 前述的做法也適用於所有群體和階層的人。預防計劃是醫事人員可用來對個人、群體、以及社區衛生，產生重大影響的工具之一。

### 二級醫療衛生和二級預防
個人環境得到改善，社區衛生也會跟著改善。社區衛生狀況取決於一個社區中的環境特徵、行為特徵、和社會凝聚力。 對環境進行適當的修改，可以幫助避免不良行為，和不良衛生的後果。
二級預防指的是疾病或殘疾發生後，患者生活方式或環境的改善。這種預防措施可讓患者的生活更輕鬆，因為事實上疾病或殘疾已經發生，無法預防。二級預防的一個例子是，為那些職業傷害所產生下腰痛的人，提供防止其健康狀況繼續惡化的策略。在這個例子看來，二級預防的所能做的，甚至比一級預防的功效會更高。

#### 慢性病自我管理計劃
在過去的幾十年中，慢性病一直呈現不斷成長的趨勢，在2012年，美國有近50％的成年人受到它的影響。 這些疾病包括有哮喘、關節炎、糖尿病、和高血壓。雖然這些症狀並無立即致命的風險，但它們給日常生活帶來沉重的負擔，無論是在社會上，都還是在經濟上，影響到個人、家庭、和所在社區的生活品質。處理慢性病的費用約占美國醫療衛生支出的70％，每年在此的花費高達近6,500億美元。
有不少，而且數目仍在增長的社區醫事機構，開始制定自我管理計劃，以協助患者正確地管理自己的行為，以及改變生活方式。 這些預防性程序與臨床病人護理不同，可促使病人受到進一步教育，讓他們了解自己的的健康狀況，把健康擺在第一的行為納入自己的生活方式裡面。 這些做法的特徵包括：
- 將患有類似慢性疾病的患者分組，一起討論與疾病相關的事務和行為，以便改善整個群體的健康狀況
- 透過日常疾病的監測，來提高患者改善的責任感
- 開發廉價且大眾熟悉的慢性病自我管理計劃，用來幫助改善患者的整體健康狀況，及他們的生活品質，同時又耗用較少的醫療資源，例如就診，還有急診護理。[17][18]

此外，更好的自我監控技能可幫助患者有效的利用醫事人員的時間，最終是導致更好的護理效果。 許多自我管理計劃是經過醫事人員進行，或者是經由醫事人員對罹患類似疾病的患者提供訓練。將患者領導的自我管理計劃，和專業領導的成果拿來比較，兩者尚無明顯差異。

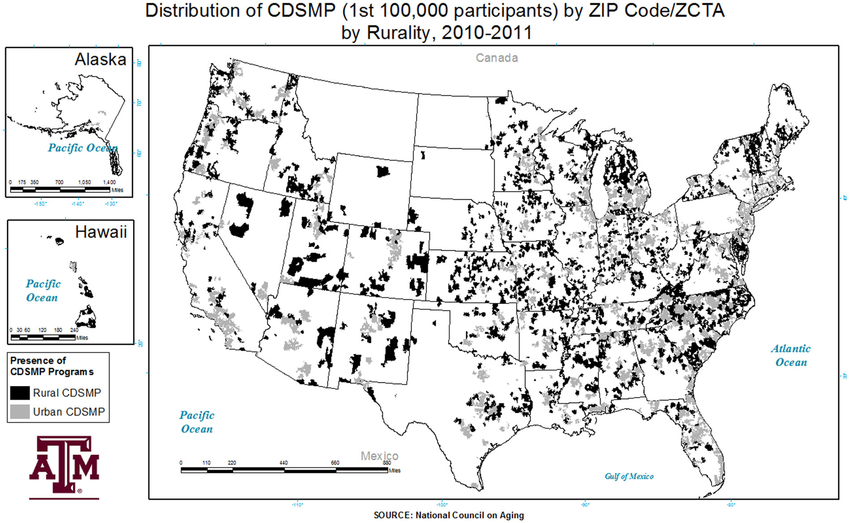
參與美國郊區慢性病自我管理教育計劃（簡稱為CDSME）的人口分佈圖，他們大約佔全國郊區人口的22.1%到24.4%。

關於這些管理計劃的功效，以及它們如何有效地影響患者的行為，以及患者了解他們自己的健康狀況，存有許多爭論。一些研究認為，自我管理計劃能有效改善患者的生活品質，並減少醫療衛生支出和就診次數。在2001年所做的一項研究，透過為期1年和2年的醫療資源利用和自我管理後，對患者的健康狀況作評估，以確定慢性病自我管理計劃的有效性。在對800名罹患各類型的慢性病（包括心臟病、中風、和關節炎）的患者作分析，研究發現在2年後，健康狀況有顯著改善，進入急診室，還有醫師就診次數也減少（1年後的結果也很顯著）。研究結論是，這些低成本的自我管理計劃，可減少醫療衛生服務的利用，並改善患者的整體健康。 美國衛生及公共服務部之下的國家衛生院 在2003年所做的另一項研究，對一項為期7週的慢性病自我管理計劃做分析（這計劃是在18歲以上，患有一種或多種慢性病的群體中進行），針對計劃的成本效益和健康功效。他們觀察到與上面所述的模式有類似的結果，例如健康狀況改善、進急診室和醫師就診次數的減少、醫院就診時間的縮短。他們還注意到，在測量住院費用，和急診室費用後發現，這種自我管理計劃帶來的節省為每人近489美元。最後，在2005年所做的一項對於多個慢性疾病自我管理計劃的整合分析研究，這分析研究專門針對高血壓、骨關節炎、和糖尿病，對不同的干預組做比較以及對比。結論是糖尿病和高血壓的自我管理計劃，在整體健康上，有顯著臨床上的益處。
另一方面，有些對慢性病自我管理計劃的研究發現，它們的的有效性乏善可陳。在之前的2005年，有個在澳大利亞的研究，發現對骨關節炎自我管理計劃的健康益處，以及所有計劃的成本效益沒有臨床上的益處。 此外，在2004年，有一篇文獻評論，根據疾病種類，分析慢性病自我管理教育計劃的變異性，以及它們的重疊相似性，研究人員發現 "對某些慢性病，只有小，或者只有輕微的影響而已"，他們的建議是需再做進一步的研究。
一些計劃正在尋求把自我管理計劃，整合到傳統的醫療系統中，特別是初級醫療衛生，以結合行為改善，並減少慢性病患者日益增加的就診機次數。 但是，他們認為，嚴重的局限性會阻礙這些計劃發揮其全部潛力。慢性病自我管理教育計劃的局限性包括：
- 方案中少數族裔文化代表性不足
- 自我管理計劃中缺乏醫學/衛生專業人士涉入（尤其是在初級醫療衛生的階段）
- 在社區內推動這種計劃的方式過於低調
- 聯邦/州政府未能提供足夠的經費
- 慢性病患者參與度不足
- 計劃本身的有效性/可靠性不確定

### 三級醫療衛生
在三級醫療衛生中，社區衛生受到影響的部分是人口中的某些患者需要被轉診給專家，接受更進一步的的治療。在某些國家裡，醫學專業的子專業人員比初級醫療衛生專家更多。 醫療衛生資源不平等，與社會特權，和社會資源的分配方式有直接關係。
| 在診所或在醫院門診部的門診護理           | 疾病控制計劃                           | 以人為中心的初級醫療衛生護理                                             |
| ---------------------------------------- | -------------------------------------- | ------------------------------------------------------------------------ |
| 重心在看病及治病                         | 重心在需要優先處理的疾病               | 重心在醫療衛生的需求                                                     |
| 關係僅在問診時發生                       | 關係僅發生在執行的計劃上               | 維持持續的個人關係                                                       |
| 陣發性的治療護理                         | 針對特定計劃執行的疾病控制干預         | 全面性、持續性、以個人為中心的護理                                       |
| 責任僅在問診當時給予患者有效，安全的診斷 | 責任僅在針對特定群體中的特定疾病的控制 | 責任在於社區人們生命週期內的醫療衛生事項，責任在於解決針對健康不利的因素 |
| 使用者為接受護理的患者                   | 人口群體是疾病控制干預的服務對象       | 在社區的人們是管理他們自身的醫療衛生事務的合作夥伴                       |

## 社區衛生面臨的挑戰和困難

摘要的治理问题、治理的議題、策略、還有新的/老的問題。

社區衛生的複雜性及其本身的各種問題，會讓研究人員難以評估和找出解決方案。結合社區參與的研究工作（簡稱為CBPR）是結合社區的參與、探究、和採取行動的獨特替代方法。 結合社區參與的研究工作，可幫助研究人員，從更廣泛的角度去解決社區問題，並與社區中的人們一起尋求結合文化的、有效、和可靠的方法和路徑。
其他問題涉及醫療服務的取得，以及費用。世界上絕大部分的國家地區並沒有足夠的醫療保險覆蓋。 在低收入國家，由公家/政府支付的醫療衛生經費低於總支出的40％。 開發中國家的衛生部門無法將國家的主管部門，與地方政府，以及社區行動聯繫起來，因此社區衛生，甚至是全民衛生都無法受到資助。
在美國，《患者保護與平價醫療法案》（簡稱為ACA，或是PPACA）通過後，把社區衛生中心的運作方式和既有政策做了改變，產生重大的影響。 PPACA透過增加經費，擴大聯邦醫療補助（簡稱為Medicaid）保險覆蓋的範圍、改革支付系統、撥款15億美元來增加人力和促進訓練，直接對社區衛生中心發生影響。 PPACA所造成的影響、重要性、和成功程度仍在研究之中，結果可用來確定社區衛生的標準，以及個人的健康如何受到這個法案的影響。

## 南半球的社區衛生
南半球地區接觸到社區衛生的機會，會受到地理位置的可及性（從服務點到用戶的實際距離）、可用性（適當的護理類型、服務提供者、和藥物器械）、財務可及性（患者購買的意願和能力）、和可接受性（服務提供者對患者的本身，以及患者所屬社區的社會和文化規範的回應）。流行病學轉變現象正促使開發中國家在疾病上的負擔，由傳染病轉移到非傳染病，但在南半球的部分地區，例如南亞、中東、和撒哈拉以南非洲，這種轉變仍處於早期的階段。開發中國家的兩種現象給位於南半球，醫療衛生服務不足的社區造成"醫療貧困陷阱"-一是引入公共醫療衛生服務要收取費用，二是患者支付自付費用來取得私人醫療衛生服務。南部非洲的中低收入社區利用私營醫療衛生服務治療諸如瘧疾、結核病、和性傳染病的情況日漸增多。這種護理的特點是取得更靈活、等待時間更短、選擇更多。服務於低收入社區的私人醫療衛生提供者通常不具執照，也未受過訓練。一些政策制定者建議開發中國家的政府利用培養私人服務提供者，來擺脫由國家提供醫療服務的責任。
社區衛生經常被用為公共醫療衛生的干預措施，以便社區有能力能自力更生，並能控制影響健康的因素。 社區衛生工作者能利用他們的一手經驗，或者當地的知識，在科學家和政策制定者設計衛生干預措施時，提供補充的信息。 事實證明，透過降低營養不良比率、改善母嬰健康、以及預防和管理愛滋病，這些社區衛生工作者所做的干預，可改善開發中國家的初級醫療衛生，和護理品質。 社區衛生工作者還被證明可以通過改善糖尿病、高血壓、和心血管疾病患者的臨床治療成果，而增強慢性疾病的管理。
南半球的貧民窟居民面臨由於暴力，和道路交通事故引起的傳染病、非傳染疾病、還有傷殘的威脅。 在城市內所做的參與性，多目標的貧民窟的改造，大幅把影響到有關健康的社會因素（例如安全住房、食物獲取、政治和性別權利、教育、和就業狀況）改善。人們正致力，讓城市貧民參與項目和政策的設計與實施。經由各國的貧民窟升級，各國體認到並承認城市窮人的權利，以及滿足他們在基本服務上的需求。升級的範圍從小規模的部門特定項目（如供水龍頭，鋪砌道路）到綜合性住房，和基礎設施項目（即自來水，下水道）不等。其他項目則是把社會計劃中的環境互動，和政治授權結合在一起。最近，貧民窟改造項目也可避免居民在改造過程中發生流離失所的情況，並注意到有關適應氣候變遷的新問題。透過讓貧民窟居民得到身份及居住權的合法化，貧民窟改造可以替代貧民窟的拆除，而改造本身可以解決社區人口健康的結構性因素。

## 學術資源
- 斯普林格城市衛生雜誌（英语：Journal of Urban Health, Springer），雙月刊。 ISSN 1468-2869（電子版）ISSN 1099-3460（紙版）。
- 國際社區健康教育季刊（International Quarterly of Community Health Education）， Sage Publications。 ISSN 1541-3519（電子版），ISSN 0272-684X（紙版）。
- 全球公共衛生（Global Public Health）月刊 ，Informa Healthcare（英语：Informa Healthcare）。 ISSN 1744-1692（紙版）。
- 斯普林格社區健康雜誌（英语：Journal of Community Health）。 ISSN 1573-3610。
- 家庭和社區健康（Family and Community Health），Lippincott Williams & Wilkins（英语：Lippincott Williams & Wilkins）。 ISSN 0160-6379（電子版）。

- 健康促進與教育（英语：Health Promotion Practice），雙月刊，Sage Publications。 ISSN 1552-6372（電子版）ISSN 1524-8399（紙版）。

- 衛生服務研究與政策雜誌（Journal of Health Services Research and Policy），Sage Publications。 ISSN 1758-1060（電子版）ISSN 1355-8196（紙版）。

- BMC健康科學研究（BMC Health Sciences Research），Biomed Central（英语：Biomed Central）。 ISSN 1472-6963（電子）。

- 健康服務研究（Health Services Research）。Wiley-Blackwell（英语：Wiley-Blackwell）。 ISSN 1475-6773（電子版）。

- 健康交流與讀寫能力：帶註釋的書目（Health Communication and Literacy: An Annotated Bibliography），魁北克讀書識字中心（Centre for Literacy of Quebec）。 ISBN 0968103456。